# Najezdniki
Najezdniki (znanstveno ime Aphelinidae) so srednje velika družina parazitskih osic, v katero je vključenih okoli 1160 opisanih vrst v okoli 35 rodovih. Težavo pri preučevanju teh drobnih žuželk predstavlja njihovo hitro propadanje po smrti. Prepoznava novih vrst v muzejskih zbirkah je težka, sploh če primerki niso bili pravilno prezervirani.  Ličinke večine najezdnikov so zajedavke polkrilcev, lahko pa zajedajo tudi druge gostitelje. Nekatere vrste zajedajo jajčeca, nekatere ličinke, lahko pa zajedajo tudi odrasle živali. Najezdniki so razširjeni skoraj po vsem svetu in predstavljajo pomemben del biološkega nadzora škodljivcev.
Najezdnike je težko ločiti od drugih osic iz naddružine Chalcidoidea. Razlike so drobne in so opazne predvsem na ožiljenosti krill. Zadnja odkritja nakazujejo, da je družina najezdnikov parafiletska, tako da bosta verjetno v prihodnosti poddružini Azotinae in Calesinae postali samostojni družini.

## Rodovi
| - Ablerus - Allomymar - Aphelinus - Aphytis - Bardylis - Botryoideclava - Cales - Centrodora - Coccobius | - Coccophagoides - Coccophagus - Dirphys - Encarsia - Eretmocerus - Eriaphytis - Eunotiscus - Euryischia - Euryischomyia | - Eutrichosomella - Hirtaphelinus - Lounsburyia - Marietta - Marlattiella - Metanthemus - Myiocnema - Oenrobia | - Proaphelinoides - Promuscidea - Prophyscus - Protaphelinus - Pteroptrix - Samariola - Timberlakiella - Verekia |